# Portrait d'un Chartreux
Le Portrait d'un Chartreux ou Portrait d'un moine chartreux est un tableau du peintre primitif flamand Petrus Christus réalisé en 1446.
L'œuvre fait partie de la collection Jules Bache conservé au Metropolitan Museum of Art à New York.
Il est considéré comme une pièce importante dans l'art primitif flamand et aussi comme un des premiers exemples de l'emploi du trompe-l'œil.

## Description
Christus représente son personnage en buste, dans une position de trois quarts, les yeux tournés vers le spectateur. Le personnage est situé dans un coin de la pièce; par là, Christus innove sur ses prédécesseurs, par exemple Jan van Eyck. Habillé en robe blanche, il est éclairé par un fond rouge chaud, à la fois somptueux et inquiétant, très rare dans la peinture flamande. Le personnage est placé en biais, dans un espace limité par deux sources de lumière, une venant de la droite et une autre, moins forte, éclairant le bas gauche. Différentes théories ont été avancées quant à l'identité du personnage. Cet homme, qui n'a pas de tonsure et porte une barbe rasée autour de la bouche, ne peut être un moine chartreux puisque la règle voulait qu'ils soient rasés de près et aient une tonsure. C'est donc un frère lai ou convers, peut-être de la chartreuse du Val-de-Grâce près de Bruges, fondée en 1318.

## Analyse
Ce portrait possède une présence physique incontestable grâce à l’équilibre de la composition, des effets de lumière et du rendu méticuleux et réaliste des détails. Pas le moindre cheveu, pas le moindre détail de la barbe n'est négligé.
Le personnage central s'adresse au spectateur par le regard intense avec lequel il le fixe. Christus a peint un cadre en trompe l'œil à la van Eyck, qui est comme une fenêtre par laquelle le personnage et le spectateur peuvent communiquer. L'historien d'art Erwin Panofsky estime qu'« en faisant entrer le spectateur dans l’intimité du personnage, ce portrait en coin a créé une nouvelle base psychologique à leur relation ». Ce procédé est fréquemment repris, par Memling par exemple.

## Aspects divers

### Le cadre en trompe-l'œil
Le cadre en trompe-l'œil porte une inscription en capitales ornementale qui apparaît comme sculptée dans le cadre peint. Elle se lit : « ·PETRVS·XPI·ME·FECIT· » suivi, en plus petits caractères, de « A 1446 ». L'éclairage de l’inscription principale coïncide avec celui du portrait, alors que la date n'a fait l'objet d'aucune tentative de créer un effet d'illusion. L'inscription de la date figurait vraisemblablement sur le cadre original du tableau, et a dû être ajouté au panneau quand le cadre a été enlevé.

### La mouche

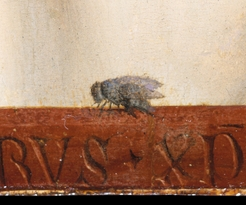
Mouche posée sur le cadre, juste au-dessus du nom du peintre.

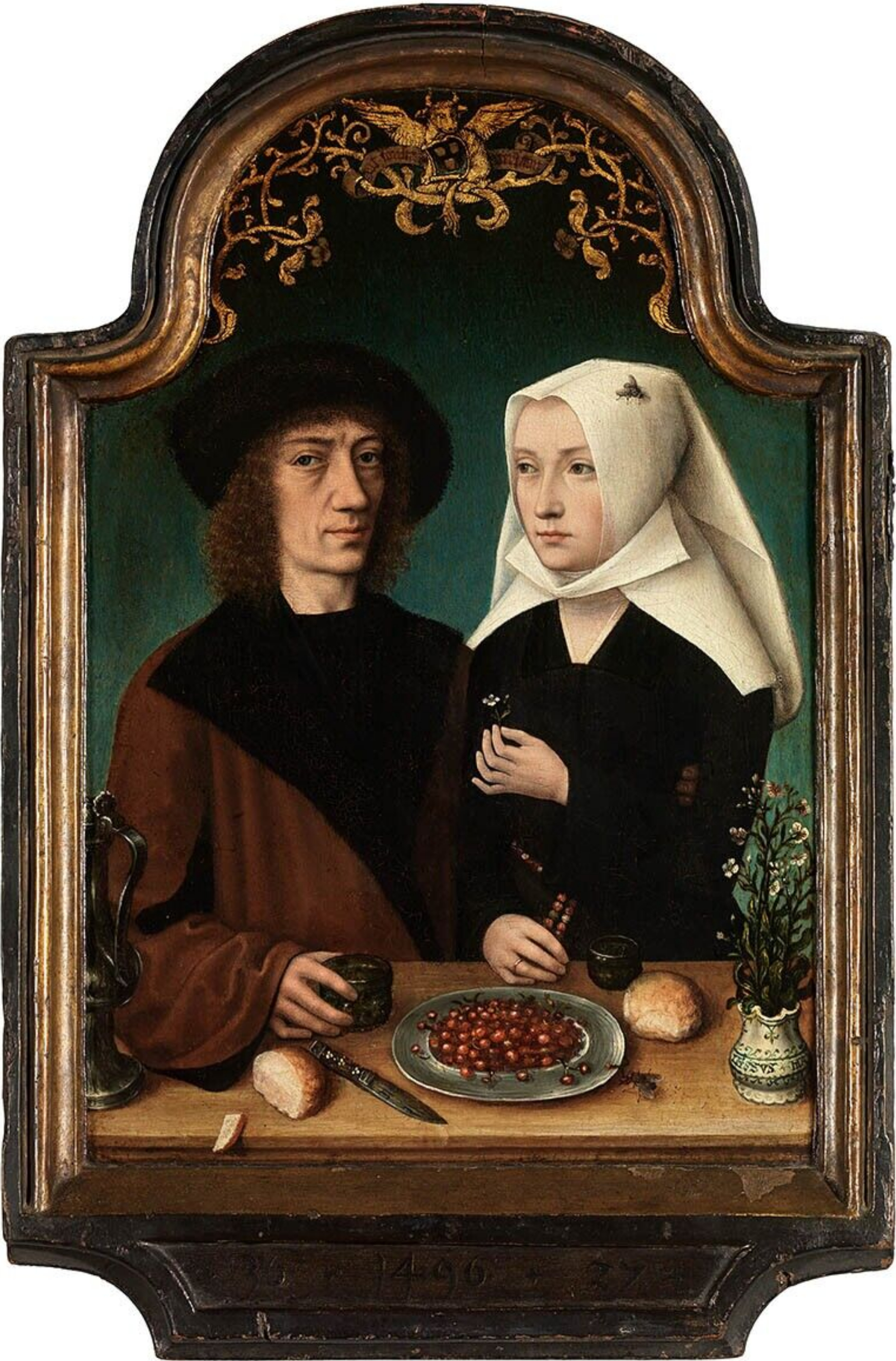
Une mouche est posée sur la coiffe de la femme.

Une mouche en trompe-l'œil est posée sur le cadre, juste au-dessus du nom de l'artiste sur le rebord du cadre.
Généralement considérée comme un symbole de dépérissement ou de mort, sa présence  a donné lieu à de multiples interprétations.
Le Maître de Francfort, dans son autoportrait avec sa femme, pose une mouche sur la coiffe de sa femme ; la taille de la mouche donne l’illusion qu'elle est posée non sur la coiffe, mais sur le tableau.

### L'auréole

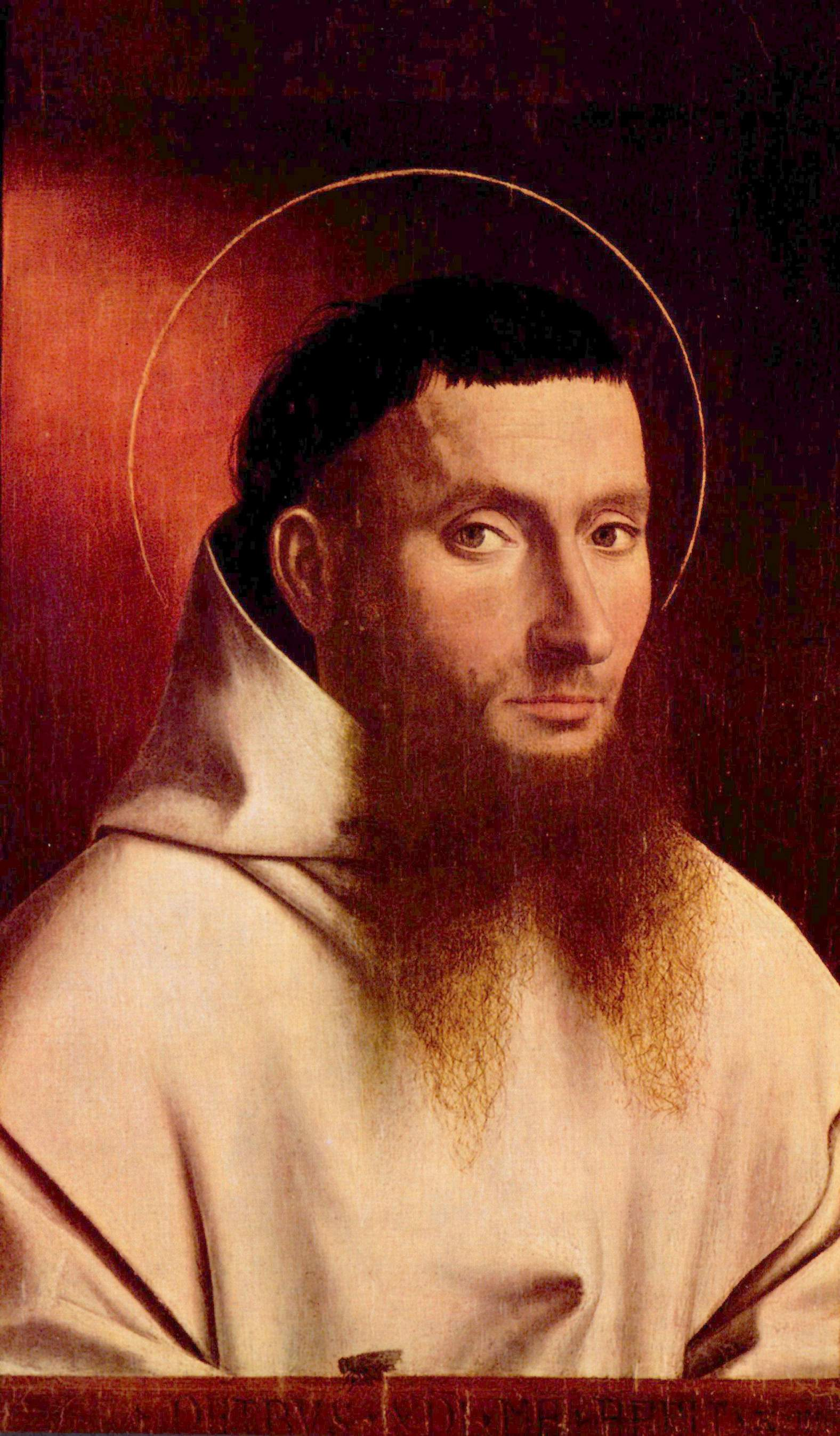
Le Portrait avant la suppression de l'auréole.

En 1944, lors de l’acquisition du tableau Portrait d'un Chartreux par le Metropolitan Museum of Art, la tête du moine est entourée d'une auréole.
Dans la peinture des primitif flamand, les auréoles sont extrêmement rares. L'authenticité des auréoles dans les tableaux de Christus a été discutée par Max Jakob Friedländer en 1916 déjà et par William Martin Conway en 1921.
Lors de la préparation de l'exposition Petrus Christus: Renaissance Master of Bruges de 1994 pour le Met, l'authenticité de l’auréole a fait l'objet d'un nouvel examen.
L’auréole introduit un élément dans le tableau qui oblige le spectateur à concentrer son regard sur le devant du tableau, et le détourne de l'examen de l'arrière-plan. Depuis, le Met a également supprimé l'auréole dans d'autres œuvres de Petrus Christus, et notamment dans le Saint Éloi dans son officine. Hubert von Sonnenburg, conservateur en chef du département de peintures du Metropolitan Museum of Art, qui a effectué la suppression, écrit dans un rapport d'examen et de traitement daté du 15 juin 1992 : « L'examen (...) montre clairement qu'un incision avait été faite au compas [sa pointe a abîmé la couche picturale à la tempe droite du personnage] avant l'application assez grossière de la peinture et de la poudre d'or utilisées pour l'auréole (...) Il est inconcevable que l'incision ait été faite à l'époque de la production du tableau dans la couche picturale originale achevée. ».
L'ajout s'est probablement fait en Espagne au XVIIe siècle – en imitation d'une tendance italienne – au moment où le tableau entre dans la collection d'un des vice-rois de Majorque de la famille d'Oms. La fausse auréole a peut-être été ajoutée dans une tentative de transformer le chartreux inconnu en un saint Bruno, fondateur de l'ordre des Chartreux.